# Aaron Mokoena
Aaron Mokoena (Boipatong, 25 novembre 1980) è un allenatore di calcio ed ex calciatore sudafricano, di ruolo difensore.
Con 107 presenze è il primatista di tali per la Nazionale sudafricana.

## Caratteristiche tecniche
Difensore centrale, può giocare anche da terzino destro o da mediano.

## Carriera

### Club
Mokoena ha iniziato a giocare nelle squadre giovanili di Jomo Cosmos e Bayer Leverkusen. Successivamente, ha firmato per l'Ajax, che lo ha ceduto in prestito ai belgi del Germinal Beerschot.
Dopo aver giocato anche per il Genk, è passato ai Blackburn Rovers, per cui ha debuttato l'8 gennaio 2005, nella partita di FA Cup contro il Cardiff City, in cui ha sostituito Barry Ferguson. Ha poi conquistato un posto da titolare per il resto della stagione, giocando un totale di ventidue partite. È stato usato dall'allora tecnico del Blackburn, Mark Hughes, come centrocampista centrale nel suo 4-5-1, modulo con il quale la sua squadra ha concesso poche reti ed ha potuto conquistare diverse salvezze.
Hughes ha poi cambiato lo schema in un 4-4-2, in cui Mokoena ha trovato meno spazio. È stato schierato, comunque, sempre da centrocampista e anche quando, per necessità o per un risultato favorevole, Hughes è tornato al 4-5-1. Con Robbie Savage fuori per infortunio, il sudafricano ha giocato in quasi tutte le partite del 2007 ed ha potuto realizzare la sua prima rete, ai danni del Manchester City, in un incontro di FA Cup disputato l'11 marzo 2007. Nella stessa partita, è stato poi espulso per doppia ammonizione. Il 16 maggio, ha manifestato la volontà di non rinnovare il contratto che lo legava ai Rovers, a causa del poco spazio in campo. Mokoena ha giocato l'ultima gara per il Blackburn il 24 maggio 2009: nello stesso giorno ha infatti annunciato il suo passaggio al Portsmouth, a parametro zero.
Nel luglio 2015 annuncia di essersi preso "una pausa" dal calcio, ma senza ritirarsi ufficialmente.

### Nazionale
È stato il calciatore più giovane a giocare per il Sudafrica. È stato infatti impiegato nelle qualificazioni per i Giochi della XXVII Olimpiade. È diventato capitano della sua Nazionale, dopo il ritiro di Lucas Radebe. L'8 ottobre 2006 ha segnato la sua prima rete per il Sudafrica, nella vittoria per uno a zero sullo Zambia.
È stato anche capitano della Nazionale sudafricana.
A gennaio 2008, ha guidato la sua selezione nella Coppa delle nazioni africane 2008, dimostrando un grande stato di forma, che gli è valso l'interesse di Manchester City, Ajax e Schalke 04.